# Bidare, Shimoga
Bidare là một làng thuộc tehsil Shimoga, huyện Shimoga, bang Karnataka, Ấn Độ.